# آنترانوکارانی
آنترانوکارانی (به لاتین: Antranokarany) یک منطقهٔ مسکونی در ماداگاسکار است که در بخش امبانجا واقع شده‌است. آنترانوکارانی ۷٬۲۲۱ نفر جمعیت دارد و ۱۸ متر بالاتر از سطح دریا واقع شده‌است.